# Arnež (priimek)
Arnež je slovenski priimek. V Sloveniji je po podatkih Statističnega urada Republike Slovenije na dan 1. januarja 2010 uporabljalo  184 oseb in je med vsemi priimki po pogostosti uporabe uvrščen na 2.357. mesto. 

## Znani nosilci priimka
- Janez A. Arnež (1923 - 2021), ekonomist, bibliotekar, arhivar slovenskega izseljenstva, kuturni delavec
- Janez Jurij Arnež, doktor molekularne biofizike in biokemije, univ. profesor biokemije v ZDA, duhovnik, kancler Škofije Koper in vikar Stolne župnije
- Maja Arnež (*1958), zdravnica pediatrinja infektologinja
- Marko Arnež, filozof in galerist v Kranju (Prešernovih nagrajencev)
- Zoran Albin Arnež (1926 - 2012), stomatolog, ?
- Zoran Marij Arnež (*1953), zdravnik kirurg, prof. MF
- Mateja Arnež Volčanšek, sopranistka